# Cynthia Dwork

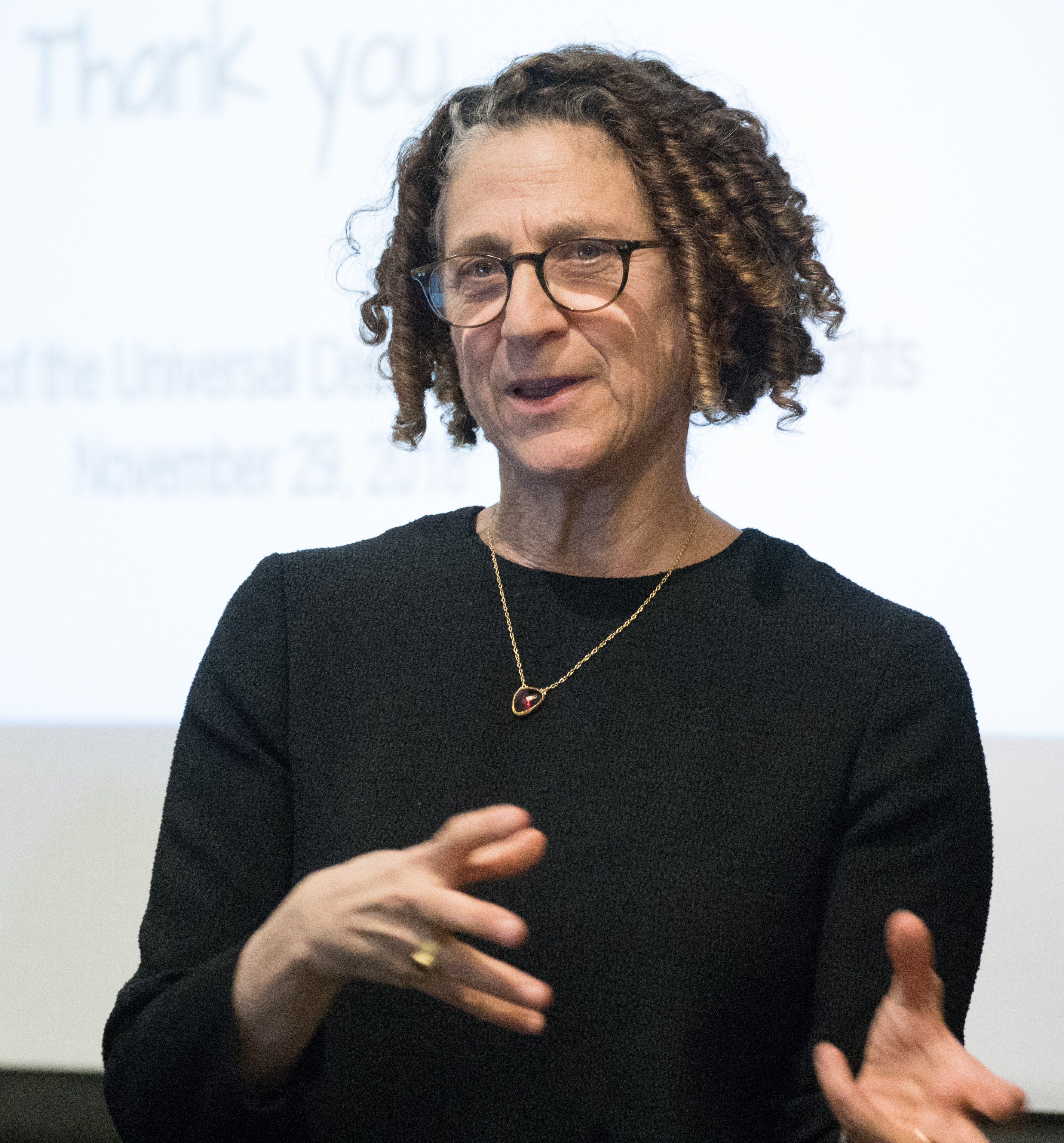
Cynthia Dwork

Cynthia Dwork (* 1958) ist eine US-amerikanische Informatikerin, die sich mit Kryptographie befasst.

## Leben
Cynthia Dwork ist die Tochter des Mathematikers Bernard Dwork und Schwester der Holocaust-Historikerin Debórah Dwork. Sie studierte Informatik an der Princeton University mit dem Bachelor-Abschluss 1979 und wurde an der Cornell University, an der sie 1981 ihren Master-Abschluss erhielt, 1983 bei John Hopcroft in Informatik promoviert (Bounds on Fundamental Problems in Parallel and Distributed Computation). Als Post-Doktorandin war sie bis 1985 am MIT Laboratory of Computer Science. 1985 bis 2000 war sie am IBM Almaden Research Center, wo sie Senior Staff Member war. 2000/2001 war sie am Compaq Systems Center und ab 2001 war sie bei Microsoft Research, wo sie Distinguished Scientist ist (ab 2017 beurlaubt).  Sie ist seit 2017 Gordon McKay Professor für Informatik an der Harvard University und unterrichtet auch an der Harvard Law School und am Radcliffe Institute of Advanced Study.

## Werk
Sie arbeitet auf dem Gebiet der Computersicherheit. Mit Kollegen führte sie Nonmalleable Cryptography ein für kryptographische Verfahren, die nicht die zum Beispiel im Bankverkehr unerwünschte Eigenschaft besitzen, dass ein Angreifer sie  in einen anderen Ciphertext transformieren kann (auch ohne Kenntnis des Klartexts) mit etwas anderem Klartext. 1997 führte sie mit Miklós Ajtai das erste gitterbasierte Public-Key System ein. Das Verfahren hat auch worst case - average case Äquivalenz und ist ein Kandidat eines auch gegenüber Quantencomputern sicheren Verfahrens. Später wandte sie sich der mathematischen Grundlegung der Analyse von Daten unter Erhaltung von deren Privatheit zu (Einführung von Differential Privacy 2006). Die Technik wurde 2016 im iOS von Apple und 2014 beim Google Chrome Browser benutzt. Die Technik erhielt den Test of Time Award bei der TCC (Theory of Cryptography Conference) 2016. Sie hat auch andere Anwendungen, da sie zum Beispiel auch statistisch valide unter adaptiver Datenanalyse ist.
Sie begann auch formale Studien über Fairness in der Klassifizierung durch Algorithmen.
1992 führte sie mit Moni Naor Proof of Work ein zur Abwehr von Spam und Denial of Service Attacken. Die Technik ist von großer Bedeutung für Hashcash und Bitcoin.

## Ehrungen und Mitgliedschaften
2007 erhielt sie den Dijkstra-Preis mit Nancy Lynch und Larry Stockmeyer für ihre Arbeit Consensus in the presence of partial synchrony, die Grundlage der Konstruktion vieler fehlertoleranter Systeme war. 2017 hielt sie die Gibbs Lecture und im selben Jahr den Gödel-Preis mit  Frank McSherry, Kobbi Nissim und Adam Davison Smith für ihren Aufsatz Calibrating Noise to Sensitivity in Private Data Analysis, der das Konzept der Differential Privacy einführte. Für 2020 wurde Dwork die Richard-W.-Hamming-Medaille und der Knuth-Preis zugesprochen, für 2022 der Paris-Kanellakis-Preis mit Avrim Blum, Irit Dinur, Frank McSherry, Kobbi Nissam und Adam Davison Smith für die Entwicklung von Differential Privacy. 2025 wurde sie mit der National Medal of Science ausgezeichnet.
Sie ist Mitglied der National Academy of Engineering (2008) und der National Academy of Sciences (2014) und Fellow der American Academy of Arts and Sciences (2008), der American Philosophical Society (2016) und der Association for Computing Machinery. 2022 war sie eingeladene Sprecherin auf dem Internationalen Mathematikerkongress (The mathematics of privacy).

## Schriften (Auswahl)
Außer den in den Fußnoten zitierten Arbeiten:
- mit D. Dolev, L. Stockmeyer: On the minimal synchronism needed for distributed consensus, Journal of the ACM, Band 34, 1987, S. 77–97
- mit R. Kumar, M. Naor, D. Sivakumar: Rank aggregation methods for the web, Proceedings of the 10th international conference on World Wide Web, 2001, S. 613–622
- mit M. Naor, A. Shai: Concurrent zero-knowledge, Journal of the ACM (JACM), Band 51, 2004, S. 851–898
- Differential privacy: A survey of results, International Conference on Theory and Applications of Models of Computation 2008
- mit K Kenthapadi, F McSherry, I Mironov, M Naor: Our Data, Ourselves: Privacy Via Distributed Noise Generation, Eurocrypt 2006
- mit A. Blum, F. McSherry, K. Nissim: Practical privacy: the SuLQ framework, Proceedings of the twenty-fourth ACM SIGMOD-SIGACT-SIGART Symposium on Principles of Database Systems, 2005
- mit Aaron Roth: The algorithmic foundations of differential privacy, Foundations and Trends in Theoretical Computer Science, Band 9, 2014, S. 211–407 (Boston, Now Publ.)